# ستيزولوفس بلسمي
الستيزولوفس البلسمي[بحاجة لمصدر] (باللاتينية: Stizolophus balsamita) نوع نباتي يتبع جنس الستيزولوفس من الفصيلة النجمية.

## البيئة والانتشار
موطنه بلاد الشام وتركيا والقوقاز.

## مرادفات للاسم العلمي
- (باللاتينية: Centaurea balsamita Lam.)